# Hercule et Omphale (Boucher)
Pour les articles homonymes, voir Hercule et Omphale.
Hercule et Omphale est un tableau réalisé par le peintre français François Boucher en 1732-1734. D'un format vertical, cette huile sur toile est une peinture mythologique qui représente Hercule et Omphale s'enlaçant en un baiser passionné, en présence de deux petits Amours. L'œuvre fait partie des collections du musée des Beaux-Arts Pouchkine, à Moscou, en Russie.